# TTGスタジオ
TTGスタジオ (TTG Studios)は、かつてアメリカ合衆国カリフォルニア州ロサンゼルスにあった録音スタジオである。トム・ヒドレーとAmi Hadaniによって創設された。

## スタジオ
「TTG」は間違って言われているような「two terrible guys」からなる頭字語ではなく、第二次世界大戦後に結成されたユダヤ人旅団の名前で、イスラエルのスラング表現「Tilhas Tizig Gesheften」の頭文字をとったものである 。スタジオは1965年にロサンゼルスはハリウッド地区ハイランド通りとサンセット通りの交差点付近に建てられた。そのハイ・デシベルなスレッショルドにより、新進気鋭の若手ミュージシャンや、モンキーズ、エリック・バードン、アリス・クーパーなどといった、当時の有名ロック・ミュージシャンの間で高い人気を博した。エリック・バードンはTTGスタジオをジミ・ヘンドリックスに紹介するにあたって、そのサウンドを "べた褒め" している。

## トム・ヒドレー
トム・ヒドレーはTTGスタジオの共同創設者である。1931年5月27日のロサンゼルスで生まれた。10代の頃はサクソフォーンやクラリネット、フルートの演奏に熱中したが、何時間も吹き続けたことで体を壊し、かかりつけの医師に演奏を禁止された。それを機に演奏以外の形で音楽に携わるようになり、夜はクラブでレコーディング漬け、昼はスピーカーやテープレコーダーの会社で働くようになる。
1959年、マッドマン・マンツがカーオーディオの開発アシスタントとしてヒドレーを雇う。マンツカーオーディオの最初のオーナーの一人に、著名な歌手で俳優のフランク・シナトラがいた。それが縁でシナトラの仕事仲間のヴァル・ヴァレンティンに知られることとなり、ヴァレンティンがニューヨークで新しく建てる録音スタジオのアシスタントとして招かれた。そうして建てられたのが、1962年に完成したMGM・ヴァーブ・スタジオである。1964年、フィル・ラモーンが、自身のA&Rスタジオのテクニカル・マネージャーとしてヒドレーを迎える。Ami Hadaniもまた、同時にA&Rで働くことになる。

## Ami Hadani
TTGの共同創設者であるAmi Hadaniについてはあまり知られていない。ブルース・ボトニックによると、当時Ami Hadaniはイスラエル空軍の司令官でもあったため、イスラエルが戦時中の時はアメリカを何週間も離れることがあったという。